# Yeshivá Torá Temimá
Yeshivá Torá Temimá es una yeshivá ortodoxa ubicada en Brooklyn, Nueva York. La academia rabínica y talmúdica, fundada por el Rabino Lipa Margolis, está ubicada en Ocean Parkway en Flatbush, Nueva York, y comenzó a funcionar bajo el nombre de Yeshivá Torá Temimá en 1976.
La escuela ofrece una educación judía religiosa a 750 alumnos judíos. Los niños allí estudian: el Talmud de Babilonia, la ética del Musar, historia, literatura, textos judíos, matemáticas, lenguaje, arte, y ciencia. La yeshivá alberga aproximadamente 650 niños con edades que van desde el jardín de infancia hasta el duodécimo grado académico. Los graduados generalmente persiguen una educación talmúdica adicional en instituciones rabínicas como la Yeshivá Brisk, la Yeshivá Mir situada en Jerusalén, y la Yeshivá Beth Medrash Govoha ubicada en la ciudad de Lakewood, Nueva Jersey.